# Дакота Феннінг
Ганна Дако́та Феннінг (англ. Hannah Dakota Fanning; нар. 23 лютого 1994, Коніерс, Джорджія, США) — американська акторка.

## Життєпис
Народилася 23 лютого 1994 року в місті Коніерс штату Джорджія, першою дитиною професійної тенісистки Джой Еррінгтон та Стіва Феннінга, гравця молодшої бейсбольної ліги Св. Луї Кардиналса. Подвійне ім'я отримала, бо батьки не могли дійти згоди в цьому. Мати досі зве її Ганною, а близькі й інші родичі Дакотою. Має німецьке та ірландське коріння. Феннінг та її сім'я належать до Південної Баптистської Спільноти.

## Кар'єра

### Ролі в дитинстві
З народженням сестри Ель Феннінг батьки спрямували Дакоту відвідувати театр, де вона щотижня грала у постановках. Власники театру відразу помітили її талант і наполегливо рекомендували батькам записати Дакоту у їхнє агентство у Лос-Анджелесі. У півторамісячній подорожі Дакота перемогла тисячі претенденток, здобувши роль у рекламній кампанії Tide для національного телебачення.
Після перших зйомок отримує запрошення у популярні телешоу, серіали та постановки, такі як «Швидка допомога», «CSI: Місце злочину», «Друзі», «Практика», «Сильні ліки», «Малкольм у центрі уваги», «Еллі Мак-Біл», «The Ellen Show» та «Spin City». Одного разу з'явилася в телешоу з легендарним музикантом Реєм Чарльзом..
Згодом вся родина переїжджає у Лос-Анджелес, де Дакота отримує все перспективніші пропозиції.
Ще дитиною Феннінг дебютує в кіно: короткою стрічкою «Різдво батька». Режисерка і сценаристка фільму Мері Роз з упевненістю передрікла Феннінг дивовижну кар'єру. Після епізодичної ролі в комедії «Березневі коти» 8-річна Феннінг складну драматичну роль Люсі у фільмі «Я — Сем» з Шоном Пенном. Зворушлива гра забезпечила Дакоті Феннінг тисячну авдиторію і популярність у Голлівуді. Завдяки цій роботі вона стала наймолодшою акторкою, номінованою на Премію Гільдії кіноакторів США в категорії Найкраща жіноча роль другого плану 2002 року.
У 2003 році фільм «Міські дівчата», де Феннінг грала дитину з надто дорослим мисленням у парі з улюбленицею Голлівуду Бріттані Мерфі, повною мірою продемонстрував талант Дакоти. Натомість екранізація твору культового в США дитячого письменника Доктора Сьюза «Кіт у капелюсі» провалилась в прокаті та отримала нищівні оцінки критики — фільм хіпсувала команда серіальних сценаристів, Майк Маєрс, який жодним чином не є актором дитячих фільмів, та художник Бо Велч, для якого цей фільм став першою і останньою режисерською роботою.
2004-го року вийшов фільм «Лють». В цій картині 10-річна Феннінг переконливо зіграла жертву викрадення Піту. А у 2005 році вийшов фільм «Гра у схованки», де Феннінг працювала з Робертом де Ніро, своєю майстерною роботою заволодівши увагою авдиторії чи не більше за метра (критики писали, що дитина кидає виклик професіоналу).

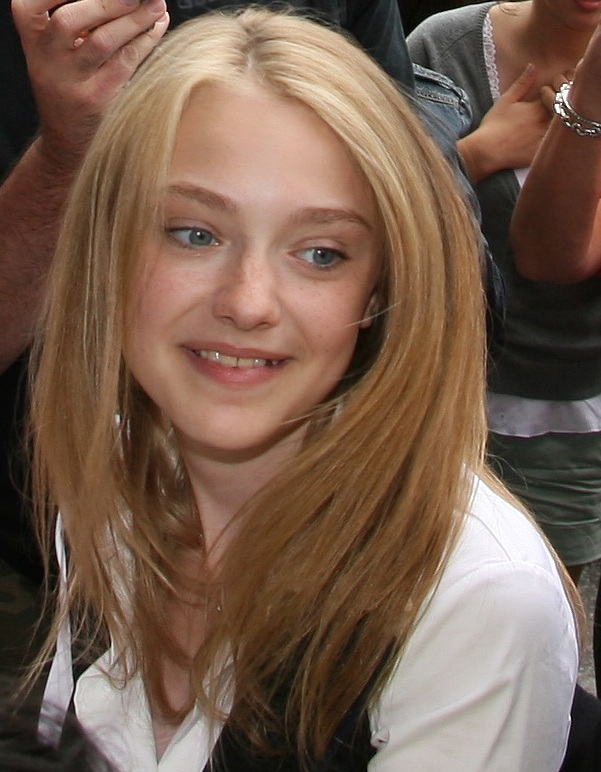
Дакота Феннінг на International Film Festival в Торонто в 2008 році

З'явившись на кастингу для фільму «Війна Світів», Феннінг відразу отримала роль доньки героя Тома Круза. Стрічка «Мрійник» вийшла першою, і обидві картини були успішними касово і в критики, а режисер «Війни Світів» Стівен Спілберг відзначив, що під час роботи Феннінг дуже швидко розуміє ситуацію в епізоді, уміє вірно оцінювати її і визначати свою реакцію, через що дуже реалістично зображає навіть психологічно складні ролі.
Відразу після закінчення зйомок «Війни Світів» Феннінг знімається у «Павутинні Шарлотти» (2006), продюсери якого спеціально чекали, коли вона закінчить зйомки у Спілберга.
Практично безхмарна кінокар'єра Феннінг перервалась 2006 року, на зйомках фільму «Загнана» (англ. Hounddog). Стрічка, продемонстрована на кінофестивалі в Санденсі, скандалізувала всю пуританську Америку, оскільки в ній героїню Феннінг, закохану в творчість Елвіса Преслі, ґвалтував підліток — після демонстрації святенники всього світу вимагали заборони прокату. Наразі прокатна доля стрічки невідома — жоден з кінодистриб'юторів не взявся її показувати.

### Дорослі ролі
Поки критики засуджували режисерку «Загнаної» Дебору Кампмеєр, Феннінг продемонструвала неймовірну працездатність, за 2007 рік взявши участь у шести проєктах. У березні та квітні грала у стрічці «Крилаті істоти» (англ. Winged Creatures) з Кейт Бекінсейл, Гаєм Пірсом, Джошем Хатчерсоном, Форестом Вітакером та Дженніфер Гадсон. Влітку знялась у короткометражному режисерському дебюті Кейт Гадсон «Cutlass», а закінчила рік на знімальному майданчику фантастичного фільму «П'ятий вимір». У «Таємному житті бджіл» (англ. The Secret Life of Bees) працювала з Квін Латіфою, Софі Оконедо та Алішею Кіз, як дубляжу працює в екранізації книги Ніла Геймана «Кораліна у Світі Кошмарів». У березні 2008 Дакота з молодшою сестрою Ель хотіла знятись у фільмі «Янгол для сестри» (англ. My Sister's Keeper), але через вимогу поголити голову відмовилась від проєкту.
Протягом 2009—2012 років Феннінг знялася у трьох частинах хітової підліткової саги «Сутінки» — «Молодий місяць», «Затемнення» та «Світанок». Влітку 2009 року почала зйомки у біографічній стрічці «The Runaways» в ролі Шері Каррі, лідерки першого у світі дівочого рок-гурту «The Runaways». Феннінг покінчує з амплуа «маленької дівчинки», зображуючи життєвий шлях популярної співачки.

## Фільмографія

### Фільми
| Рік  | Українська назва                     | Оригінальна назва                         | Роль                | Примітки        |
| 2001 | Різдво батька                        | Father Xmas                               | Клер                | короткометражка |
| 2001 | Березневі коти                       | Tomcats                                   | дівчинка в парку    |                 |
| 2001 | Я — Сем                              | I Am Sam                                  | Люсі Даймонд Доусон |                 |
| 2002 | 24 години                            | Trapped                                   | Еббі Дженінгс       |                 |
| 2002 | Стильна штучка                       | Sweet Home Alabama                        | Мелані              |                 |
| 2002 | Гензель і Ґретель                    | Hansel and Gretel                         | Кеті                |                 |
| 2003 | Міські дівчата                       | Uptown Girls                              | Рей Шлейн           |                 |
| 2003 | Кіт у капелюсі                       | The Cat in the Hat                        | Саллі               |                 |
| 2003 | Кім Всемогутня: Боротьба у часі      | Kim Possible: A Sitch in Time             | дошкільниця Кім     | голос           |
| 2004 | Лють                                 | Man on Fire                               | Лупіта Мартін Рамос |                 |
| 2004 | Мій сусід Тоторо                     | My Neighbor Totoro                        | Кусакабе Сацукі     | голос           |
| 2004 | На кордонах нереального              | In the Realms of the Unreal               | оповідачка          | голос           |
| 2005 | Гра у схованки                       | Hide and Seek                             | Емілі Коллоуей      |                 |
| 2005 | Ліло і Стіч 2: Велика проблема Стіча | Lilo & Stitch 2: Stitch Has a Glitch      | Ліло                | голос           |
| 2005 | Дев'ять життів                       | Nine Lives                                | Марія               |                 |
| 2005 | Війна світів                         | War of the Worlds                         | Рейчел Ферр'є       |                 |
| 2005 | Мрійник: на основі реальних подій    | Dreamer                                   | Кейл Крейн          |                 |
| 2006 | Павутиння Шарлотти                   | Charlotte's Web                           | Ферн Арабл          |                 |
| 2007 | Зацькована                           | Hounddog                                  | Луеллен             |                 |
| 2007 | Кутласс                              | Cutlass                                   | Лейсі               | короткометражка |
| 2008 | Таємне життя бджіл                   | The Secret Life of Bees                   | Лілі Овенс          |                 |
| 2009 | Кораліна у Світі Кошмарів            | Coraline                                  | Кораліна Джонс      | голос           |
| 2009 | П'ятий вимір                         | Push                                      | Кессі Голмс         |                 |
| 2009 | Крилаті істоти                       | Fragments — Winged Creatures              | Енн Геген           |                 |
| 2009 | Сутінки. Сага: Молодий місяць        | The Twilight Saga: New Moon               | Джейн               |                 |
| 2010 | The Runaways                         | The Runaways                              | Чері Кері           |                 |
| 2010 | Сутінки. Сага: Затемнення            | The Twilight Saga: Eclipse                | Джейн               |                 |
| 2012 | Сутінки. Сага: Світанок — Частина 2  | The Twilight Saga: Breaking Dawn — Part 2 | Джейн               |                 |
| 2012 |                                      | Celia                                     | Ганна Джонс         | короткометражка |
| 2012 | Життя в мотелі                       | The Motel Life                            | Енні Джеймс         |                 |
| 2012 | Зараз саме час                       | Now Is Good                               | Тесса               |                 |
| 2013 | Нічні рухи                           | Night Moves                               | Дена Брауер         |                 |
| 2013 | Останній з Робін Гудів               | The Last of Robin Hood                    | Беверлі Одланд      |                 |
| 2014 | Дуже хороші дівчатка                 | Very Good Girls                           | Ліллі Бергер        |                 |
| 2014 | Еффі                                 | Effie                                     | Еффі Грей           |                 |
| 2014 | Кожна секретна річ                   | Every Secret Thing                        | Ронні Фуллер        |                 |
| 2014 | Махни крилом                         | Yellowbird                                | Делф                | голос           |
| 2015 | Френні                               | The Benefactor                            | Олівія              |                 |
| 2016 | Пекло                                | Brimstone                                 | Ліз                 |                 |
| 2016 | Американська пастораль               | American Pastoral                         | Меррі Левов         |                 |
| 2017 |                                      | Please Stand By                           |                     |                 |
| 2018 | Вісім подруг Оушена                  | Ocean's 8                                 | Пенелопа Стерн      |                 |
| 2019 | Одного разу в Голлівуді              | Once Upon A Time In Hollywood             | Лінетт Фромм        |                 |
| 2019 |                                      | Sweetness in the Belly                    |                     |                 |
| 2020 | Вієна і Фантоми                      | Viena and the Fantomes                    | Вієна               |                 |
| 2023 | Соловей                              | Nightingale                               | Віанн Моріак        |                 |
| 2023 | Праведник 3                          | The Equalizer 3                           | Емма Коллінз        |                 |
| 2024 | Наглядачі                            | The Watchers                              | Міна / Люсі         |                 |

### Телесеріали
| Рік  | Українська назва        | Оригінальна назва              | Роль              | Примітки                                   |
| 2000 | Швидка допомога         | ER                             | Delia Chadsey     | епізод: «The Fastest Year»                 |
| 2000 | Еллі Мак-Біл            | Ally McBeal                    | Еллі (в 5 років)  | епізод: «The Musical, Almost»              |
| 2000 | Сильні ліки             | Strong Medicine                | дівчинка Еді      | епізод: «Misconceptions»                   |
| 2000 | CSI: Місце злочину      | CSI: Crime Scene Investigation | Бренда Коллінс    | епізод: «Blood Drops»                      |
| 2000 | Практика                | The Practice                   | Алісса Енжел      | епізод: «Угода»                            |
| 2000 |                         | Spin City                      | Сінді             | епізод: «Історія іграшок»                  |
| 2001 | Малкольм у центрі уваги | Malcolm in the Middle          | Емілі             | епізод: «Нові сусіди»                      |
| 2001 |                         | The Fighting Fitzgeralds       | Марі              | пілотна серія                              |
| 2001 | Сім'янин                | Family Guy                     | маленька дівчина  | епізод: «Закохатися і померти в Діксі»     |
| 2001 |                         | The Ellen Show                 | молода Еллен      | епізод: «Missing the Bus»                  |
| 2002 | Викрадені               | Taken                          | Аллі Кейс         | Міні-серії; 10 епізодів (голос тільки в 6) |
| 2004 |                         | Justice League Unlimited       | Молода Диво-жінка | епізод: «Дитячі речі» (голос)              |
| 2004 | Друзі                   | Friends                        | Маккензі          | епізод: «The One with Princess Consuela»   |
| 2018 | Алієніст                | The Alienist                   | Сара Говард       | головна роль                               |
| 2022 | Перша леді              | First Lady                     | Сьюзан Форд       |                                            |
| 2024 | Ріплі                   | Ripley                         | Марлджорі Шервуд  | головна роль                               |
| 2024 | Чудова пара             | The Perfect Couple             | Еббі Вінбері      | міні-серіал                                |